# Архістратиг Михаїл (срібна монета 2017)
«Архістрати́г Михаї́л» — пам'ятна срібна монета номіналом 1 гривня, випущена Національним банком України, присвячена Архістратигу Михаїлу — архангелу, який є одним із найшанованіших біблейних персонажів.
Монету введено в обіг 12 жовтня 2017 року. Вона належить до серії «Інші монети».

## Опис монети та характеристики
| Номінал грн. | Метал            | Маса, г | Діаметр, мм | Якість виготовлення | Гурт                           | Тираж, штук |
| ------------ | ---------------- | ------- | ----------- | ------------------- | ------------------------------ | ----------- |
| 1            | срібло 999 проби | 31,1    | 38,6        | пруф                | гладкий із заглибленим написом | 10 000      |

### Аверс
На аверсі монети розміщено: угорі малий Державний Герб України та напис півколом «НАЦІОНАЛЬНИЙ БАНК УКРАЇНИ», у центрі на дзеркальному тлі у восьмикутному картуші на щиті зображено емблему Національного банку України — алегоричні фігури грифонів, між якими — гривня — грошово-вагова одиниця Київської Русі; під щитом — рік карбування монети — 2017; номінал — «ОДНА ГРИВНЯ» (унизу півколом).

### Реверс
На реверсі монети на дзеркальному тлі зображено Архістратига Михаїла; по колу розміщено написи «…ЗА НАС І ДУШІ ПРАВЕДНИХ, І СИЛА АРХІСТРАТИГА МИХАЇЛА» (рядки з поеми Т. Г. Шевченка «Гайдамаки»).

## Автори

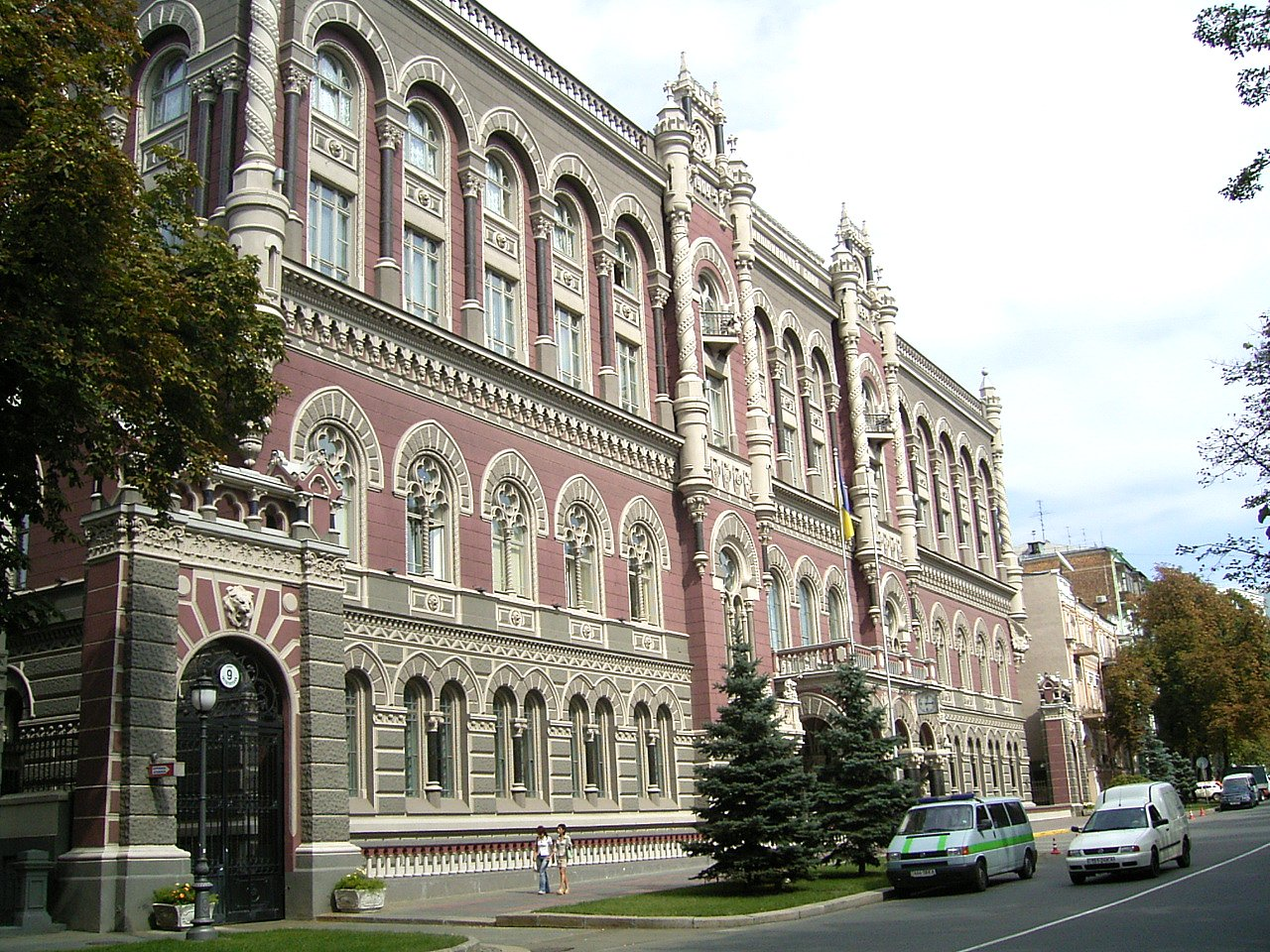
Будівля Національного банку України

- Художники: Таран Володимир, Харук Олександр, Харук Сергій.
- Скульптори: Іваненко Святослав, Чайковський Роман.

## Вартість монети
Під час введення монети в обіг 2017 року, Національний банк України реалізовував монету через свої філії за ціною 972 гривні.
Фактична приблизна вартість монети з роками змінювалася так:
| Рік        | 2018  | 2019  | 2020  | 2021  | 2022  | 2023  | 2024  | 2025  |
| ---------- | ----- | ----- | ----- | ----- | ----- | ----- | ----- | ----- |
| Ціна, грн. | 1 100 | 1 100 | 1 160 | 1 900 | 2 000 | 3 300 | 4 000 | 5 600 |